# تندا

در بالای این اثر موتسارت، عبارت آندانته گرازیوسو (Andante grazioso) بیانگر تندای قطعه به صورت توصیفی و جلوی آن، (چنگ = ۱۲۰) بیانگر این است که یک‌دقیقه، باید معادل ۱۲۰ ضرب چنگ باشد.

تندا یا تمپو (به ایتالیایی: Tempo)، معیاری از سرعت اجرای قطعه‌های موسیقی است. در تمپو چیزیکه اهمیت دارد سرعت دراجرای موسیقی است. و بر احساس ناشی از موسیقی تأثیر می‌گذارد. تمپوی قطعات موسیقی اروپایی تا پیش از دوره کلاسیک، بسته به نوع قطعه، کمابیش ثابت و معلوم بود. از آن دوره به بعد تعیین تمپوی اثر برای آهنگساز رایج شد و آهنگ‌سازان در آغاز پارتیتور تمپوی مورد نظر خود را، معمولاً با عبارات ایتالیایی، می‌نوشتند.
نوازندگان، به ویژه نوآموزان، دستگاهی به نام مترونوم را برای نگه‌داشتن وزن قطعه بکار می‌برند.

### انواع تندا بر اساس علامات ایتالیایی
تعاریف علامات تندای موسیقی ایتالیایی بر اساس لغت‌نامهٔ موسیقی هاروارد یا لغت‌نامهٔ برخطّ زبان ایتالیایی

## برمبنای دو مُد آهسته و تند

#### آهسته
- Larghissimo – خیلی‌خیلی آرام (۱۹ ضرب بر دقیقه و کمتر)
- Grave، گراوه – آرام و رسمی (۲۰–۴۰ ضرب بر دقیقه)
- Lento – آرام (۴۰–۴۵ ضرب بر دقیقه)
- Largo – در حال تسریع (۴۵–۵۰ ضرب بر دقیقه)
- Larghetto – تسریع با سرعت بیشتر (۵۰–۵۵ ضرب بر دقیقه)
- Adagio – آرام و باشکوه (در معنای تحت‌لفظی، «راحت و آسان») (۵۵–۶۵ ضرب بر دقیقه)[۸]
- Adagietto – سریع‌تر از آهسته (۶۵–۶۹ ضرب بر دقیقه)
- Andante moderato – کمی آهسته‌تر از andante‏ (۶۹–۷۲ ضرب بر دقیقه)
- Andante – هماهنگ با سرعت قدم زدن (قدم‌رو) (۷۳–۷۷ ضرب بر دقیقه)
- Andantino – کمی تندتر از andante (گرچه بعضی مواقع می‌تواند به‌معنای کمی آهسته‌تر از andante گرفته شود) (۷۸–۸۳ ضرب بر دقیقه)
- Marcia moderato – معتدل و میانه، در حالت مارش (۸۳–۸۵ ضرب بر دقیقه)[۹]
- Moderato – میانه و معتدل (۸۶–۹۷ ضرب بر دقیقه)
- Ritardando، ریتارداندو – به تدریج کُند شدن

#### سریع
- Accelerando، اچلراندو – به تدریج تُند شدن، سرعت فزایندهٔ تدریجی
- Allegretto – به‌طور معتدل سریع (۹۸–۱۰۹ ضرب بر دقیقه)
- Allegro، آلگرو – سریع، تند و شتابناک (۱۰۹–۱۳۲ ضرب بر دقیقه)
- Vivace – سرزنده و سریع (۱۳۲–۱۴۰ ضرب بر دقیقه)
- Vivacissimo – بسیار سریع و سرزنده (۱۴۰–۱۵۰ ضرب بر دقیقه)
- Allegrissimo – بسیار سریع (۱۵۰–۱۶۷ ضرب بر دقیقه)
- Presto – خیلی سریع (۱۶۸–۱۷۷ ضرب بر دقیقه)
- Prestissimo – به‌شدت سریع (۱۷۸ ضرب بر دقیقه و بالاتر)

آداجو (ایتالیایی) یا آداژو (فرانسوی) به یکی از تمپوهای موسیقی گفته می‌شود که ضرب‌آهنگی آهسته و سنگین دارد. ضرب‌آهنگ یک قطعه آداجیو به‌طور متوسط هفتاد ضرب در دقیقه است.
یکی از معروف‌ترین آداجیوها، آداجو در سل مینور اثر توماسو آلبینونی است.